# Rhinella poeppigii
El Sapo de la costa (Rhinella poeppigii) es una especie de anfibios de la familia Bufonidae.
Se encuentra en Bolivia y Perú, en la vertiente amazónica de los Andes, en altitudes entre 350 y 2000 m.
Su hábitat natural incluye bosques secos tropicales o subtropicales, montanos secos, ríos, marismas de agua dulce, tierra arable y zonas de pastos.